# Biblioteca y Museo Presidencial de John F. Kennedy
La Biblioteca y Museo Presidencial de John F. Kennedy es la biblioteca presidencial del 35.º Presidente de los Estados Unidos John F. Kennedy. Está situada en la comunidad de Columbia Point en Dorchester, en la ciudad de Boston, Massachusetts, EE. UU., y fue diseñada por el arquitecto Ieoh Ming Pei. El edificio es el depósito oficial de los papeles y la correspondencia original de la administración de Kennedy, así como de libros especiales y materiales publicados e inéditos, como los libros, papeles y escritos de Ernest Hemingway. La biblioteca y el museo fueron dedicados en 1979 por el presidente Jimmy Carter y miembros de la Familia Kennedy.

## Exhibiciones
La primera planta de la biblioteca ofrece un museo que contiene monitores de vídeo, fotografías de la familia, recuerdos de índole política, y muchas reproducciones - siendo lo más notable el Despacho Oval de Kennedy y una reproducción de la oficina de Robert F. Kennedy, su hermano, que sirvió en el Gabinete del Presidente como Ministro de Justicia.
Dos cines proyectan una película de orientación, y un tercero un documental de la Crisis de los misiles de Cuba. Otras galerías hospedan exhibiciones temporales y especiales. Desde mayo hasta octubre, el barco de Kennedy, llamado Victura puede encontrarse en el exterior de la biblioteca.
La biblioteca guarda el coco original en el cual Kennedy escribió el mensaje de auxilio para ser rescatado, junto a la tripulación de la lancha torpedera PT-109, y entregado por los nativos Biuku Gasa y Eroni Kumana de las Islas Salomón.
Además, en ella se exhiben entre muchos otros tributos el retrato del presidente pintado por el reconocido pintor peruano, Segundo Gallardo Gallo, siendo esta la única pintura de un representante hipanoamericano expuesta por petición expresa de la familia Kennedy.

## Explosión del 15 de abril de 2013
Momentos después de producirse dos explosiones en el famoso maratón de la ciudad –que mataron a tres personas e hirieron a más de un centenar– una tercera se registró en la biblioteca presidencial JFK, confirmó la Policía de Boston.